# Экспедит
Экспедит (+ ок. 303 г.) — христианский святой, почитаемый в Римско-католической, а также в Православной церкви; воин, мученик. День памяти — 19 апреля.

## Жизнеописание
Экспедит по преданию,  был родом из Армении (родился в Мелитене) и был командиром XII Римского легиона Фульминанта. По преданию, во время одного из сражений многие воины, включая Экспедита, Руфа, Каджа (арм. Քաջ, букв. храбрый), Галата, Аристония и Ермогена, видя неизбежность поражения, обратились ко Господу. В результате разыгралась буря, и враг был рассеян. После того, как стало ясно, что эти воины приняли христианство и остались верны Господу, они были обезглавлены в Мелитене и почитаются как мученики.
Традиционно Святого Экспедита изображают как воина в древнеримском военном облачении, несущего в одной руке пальмовую ветвь, возвышающего другой рукой крест, на котором написано: «Теперь!» и попирающего ногой ворона со словом «Завтра». Одна из легенд описывает это следующим образом: во время крещения дьявол в виде ворона взлетел над Экспедитом и прокричал «Кар, Кар, Кар», что означало «завтра», но смелый легионер ответствовал «Ходи (отсюда)», что (согласно легенде) на том же языке означало «Нет, сегодня…». В житии святого описывалось, что он «окрестился сегодня… а на завтра был обезглавлен по приказу императора Диоклетиана».
Почитание святого Экспедита из Южной Германии распространилось в южной Италии и на Сицилии. 
Во Франции он весьма почитаем в таких городах, как Марсель и Пау, а также на острове Реюньон.
Согласно Иеронимову мартирологу (составлен блаженным Иеронимом в пятом веке), 18 апреля поминается иной св. Экспедит, пострадавший вместе с епископом Элевтерием, а также св. Парфением, Калоджером, Фабием, Прокулом, Аполлонием, Фортунатом, Криспином, Маппаликом, Викторином и Гаем.